# Niederndorf (Schönbrunn im Steigerwald)
Niederndorf ist ein Gemeindeteil der Gemeinde Schönbrunn im Steigerwald im oberfränkischen Landkreis Bamberg in Bayern.

## Geografie
Das Dorf liegt im Steigerwald südöstlich von Schönbrunn an der Staatsstraße 2779. Es ist vom Ortsrand des Hauptortes nur etwa 150 Meter entfernt. Niederndorf besitzt keine Baudenkmale.